# 灰背赤腹鶇
灰背赤腹鶇（学名：Turdus hortulorum）亦簡稱灰背鶇，为鶲科鸫属的鸟类，俗名金胸鶇、灰背鶇、唐赤腹、红腹灰麦必、灰麦必、灰背穿草鸫、灰青鸫。繁殖於中國東北及俄羅斯遠東地區，冬季則遷徙至中國南部和越南北部。其天然棲地為溫帶森林。在人工飼養的環境下，一對繁殖配偶產下五顆卵，第一顆卵產下後14天孵化，小鳥在孵化後12天離巢。

## 描述
灰背赤腹鶇為中型雀形目鳥類。牠們具有兩性異形特徵，雄鳥背部和胸部為石板灰色，下巴及腹部為白色，兩側為紅棕色。雌鳥的背部呈灰色或棕色，胸部帶有深色斑點，腹部和兩側的羽毛則與雄鳥相似。
這些鳥類體長20-23公分，平均體重66.7公克（範圍：61-69公克）。

## 分布與棲地
分布于西伯利亚、朝鲜、越南、日本、台湾岛以及中国大陆的黑龙江、辽宁、北京、河北、山东、江苏、湖南、浙江、福建、广西、广东、香港、云南、海南等地。该物种的模式产地在澳门。
主要生活于在东北地区主要栖息于海拔1500米以下的低山丘陵地带茂密的森林、以在次生阔叶林中最常见以及河谷两岸的混交林内也有栖息。
灰背赤腹鶇主要在有起伏地形的落葉或常綠林中築巢及覓食，少有超過1100公尺的活動範圍。牠們的食物包括水果和昆蟲。

## 保育狀況
灰背赤腹鶇目前被IUCN列為無危物種。